# Коли

Варіант гербу Юноша

Ко́ли (іноді Ко́лі) гербу Юноша (пол. Kołowie) — шляхетський рід Королівства Польського.
Представники роду відігравали роль у громадському, військовому та церковному житті на території Королівства Польського, а згодом — Речі Посполитої. Родина була відома на території сучасної Західної України та Малопольщі.

## Походження
Згідно з історико-гербовими джерелами, рід Коли належав до старшої шляхти, яка вживала герб Юноша. Цей герб мав білого барана на синьому щиті та був поширений серед руської шляхти, зокрема в Галичині.
Ім’я роду, імовірно, походить від власного імені Ко́л, або може бути пов’язане з назвою села чи місцевості. У деяких джерелах трапляється форма Ко́лі як множина або родова форма.
Коли користувалися гербом Юноша — один з найстаріших польських шляхетських гербів. Герб зображує білого барана з піднятою передньою ногою на синьому полі. Над шоломом з короною — такий самий баран.

## Представники
Протопластом роду Адам Бонецький уважав Миколая Далявського — свідка у надавчій грамоті на Винники дітям львівського війта у 1352 році. Сучасний дослідник Єжи Сперка припускає, що предки роду походили з Сілезії.
- Миколай — воєвода іновроцлавський
- Пйотр — каштелян іновроцлавський[джерело?]

- Ян з Далеєва (?—1438) — стольник королеви Софії Гольшанської 1429, галицький каштелян 1437, земський суддя 1435.

1. Перша дружина невідома. Діти:
  - Клєменс з Далеєва, Библа, Сапоровичів (Шапоровичів) (пом. перед 1468) — син першої дружини, від нього пішов рід Сапоровських (в 1443-му р. після розподілу отримав Сапоровичі, Kornicze, пів Przerowa). Помер в 1468 р. Діти:
    - Станіслав (Stanisław)
    - Томас (Tomasz)
    - Ян;  сини Клеменса 1473 року після поділу спадку стрийка Яна отримали Печеніжин, Ключів (Kluczów), Кийданці (Kojdańcze), Хлібичин, половину села Перерів (Przerów[3][4]), половину рухомого майна, золота і 220 гривень, записаних на Коропці, а 1475 квитували стриєчного брата Петра зі 160 на Кропці.

  - Ян «Колюшко» — син першої дружини, галицький підстолій[5] 1455 р. Одружений був в 1438 р. з Ядвігою з Мартинова. Помер бездітний 1468 р.
  - дочки ~1443-го року.
2. Друга дружина — Ядвіга з Моравиці (Morawica), удова Навоя з Тенчина. Діти з Ядвігою:
  - Ян «Старший» (іноді зветься «Колюшко»), підписувався «з Далеєва, Гринівців, Жовтанців») (?—1472) — галицький підкоморій 1455, 1443 від свого імені та молодших братів брав участь у поділі «ба́тьківщини» зі зведеними братами, 1446[5] з молодшими рідними братами поділили «ба́тьківщину», він отримав Гринівці (Hryniowce), Загір'я, вони Далеїв та Лисець; 1468 погодив з удовою брата, підстолія Яна, його спадок (отримав Грожану, Хлібичин, Сопів, Підгайці; 1469 під час ревізії королівщин у Руському та Подільському воєводствах пред'явив багато привілеїв з наданнями та записами сум, зокрема, 300 гривень на Прерові та Мацейовичах (Maciejowice), 300 — на Сарнках та Озерянах, на села Корнич та Сапоровичі в Коломийському повіті, «вічні листи» на Вербів та Клекотів у Львівському повіті, 200 — від угорського короля на Букачівцях, Козарах, Вишневі, Молоденцях (Młodzieńce), королеви Марії на Лисці, «вічні листи» старого короля на Жовтанці, Устя, Małyszyce, Nieszczyce, Panowce, Kochenów; 1471 набув від Грицька Кердея Зелену, Сокиринці (Siekierzyńce), чотири села на Поділлі. Діти Яна:
    - Барбара — дружина Миколая Гербурта, самбірського войського, який 1483 року записав їй 700 гривень оправи посагу та віна[6]
    - Павел з Далейова (Далеюва) та Жовтанців (?—1509)  — підкоморій, каштелян галицький, воєвода подільський, дружина — Бурнетта Ходецька Діти Павла:
      - Ян — польний гетьман коронний
        - Катажина — дружина Теодорика Язловецького (молодшого), коронного гетьмана Миколая Сенявського
        - Анна — дружина подільського воєводи Яна Мєлєцького

      - Станіслав — підкоморій галицький у 1517
      - Миколай (?—1532)[6] — червоногродський староста[7], галицький хорунжий, підкоморій
      - Барбара — друга дружина великого литовського гетьмана Юрія «Геркулеса» Радзивілла, мати королеви Варвари Радзивілл

    - Ян
    - Пйотр — неповнолітній 1473, ротмістр 1505, дружина Барбара Кміта з Дубецька, удова Станіслав Дершняка, оправна посесорка Рокитниці[8]

  - Ян «середній» (Ярослав) (?—1471), з 1452 фігурує як Ярослав. В 1446 р. з допомогою Яна Старшого отримав (разом у володіння з середнім Яном) Далеїв та Лисець (ред. 99% що це в Івано-Франківській обл. але 1% що в Тернопільській). В 1453 р. заставив Загір'я (Zagórze) Гнатові з Кутища[5]. Для старшого брата Яна (гал. підкоморій), який повернувся з Угорщини, має підтвердити тут заставу. "Ян Ярослав" помер бездітний в 1471 р. В тому ж 1471 р. Ян (гал. підкоморій) викупив Загір'я (Zagórze).
  - Ян «молодший» — неповнолітній 1446, студент Краківського університету 1447. Останній раз згадувався в актах 1448 р. і напевно потім помер.
  - Катажина — дружина перемиського каштеляна Добєслава Одровонжа
  - Малґожата — дружина власника Бучача Михайла Абданка[9]